# Hermann Schreibauer
Hermann Schreibauer (* 28. April 1931 in München) ist ein ehemaliger deutscher Boxer. Er war Gewinner der Bronzemedaille im Schwergewicht bei der Europameisterschaft der Amateure 1953.

## Werdegang
Hermann Schreibauer wuchs in München auf und begann dort als Jugendlicher mit dem Boxen. Er war bei einer Größe von 1,85 m und einem Gewicht von ca. 90 kg ein stattlicher Schwergewichtler. Bereits 1950 gehörte er zu den besten bayerischen Boxern in dieser Gewichtsklasse. Bei einem Ranglistenturnier in Nürnberg in diesem Jahr trat er erstmals in Erscheinung. Er unterlag in diesem Turnier aber noch dem damals besten bayerischen Schwergewichtler Adam Stenger aus Coburg durch KO in der 1. Runde.
Im Jahre 1951 startete er beim Ranglistenturnier der besten süddeutschen Boxer. Dabei gelang ihm im Halbfinale die Revanche gegen Stenger, den er nach Punkten besiegte. Im Finale bezwang er auch Horst Witterstein aus Kempten (Allgäu) und wurde Turniersieger. Im gleichen Jahr wurde er auch südbayerischer Meister, unterlag aber am 1. Juli 1951 in Weiden in der Oberpfalz bei den bayerischen Meisterschaften gegen Stenger im Finale nach Punkten. Am 25. März 1951 kämpfte er in Alsfeld als Sieger des Qualifikationsturniers der Südgruppe gegen den Sieger der Nordgruppe Edgar Gorgas aus Essen um das Startrecht bei der Europameisterschaft in Mailand. Hermann Schreibauer verlor diesen Kampf knapp nach Punkten und musste deshalb den Startplatz Edgar Gorgas überlassen.
1952 unterlag Hermann Schreibauer im Endkampf um die südbayerische Meisterschaft am 17. April 1952 in Rosenheim gegen Horst Witterstein nach Punkten, der in diesem Jahr auch deutscher Meister wurde. In einem Städtevergleich zwischen München und Hamburg am 26. Oktober 1952 wurde er KO-Sieger in der 1. Runde über den Hamburger Meister Tredorp.
1953 wurde zum erfolgreichsten Jahr in der Laufbahn von Hermann Schreibauer. Im Frühjahr dieses Jahres qualifizierte er sich als Sieger im Ausscheidungsturnier des DABV für die Teilnahmen an der Europameisterschaft in Warschau. Er siegte dort im Schwergewicht im Viertelfinale über den Ungarn Fazekas nach Punkten und unterlag im Halbfinale dem Polen Bogdan Węgrzyniak mit dem gleichen Ergebnis. Er gewann damit die Bronzemedaille. Bei der deutschen Meisterschaft, die nach den Europameisterschaften stattfand, unterlag Hermann Schreibauer im Halbfinale dem Nürnberger Karl Kistner und belegte den 3. Platz.
Im Herbst des gleichen Jahres reiste eine westeuropäische Auswahl zu mehreren Vergleichskämpfen gegen die Vereinigten Staaten in die USA. Hermann Schreibauer wurde dabei im Schwergewicht eingesetzt. Bei seinem ersten Kampf gegen die USA in Chicago unterlag er gegen Robert Jefferson nach Punkten. Zwei Tage später war in St. Louis ein gewisser Charles L. Liston sein Gegner, bei dem es sich um niemand anderem handelte als den späteren berühmten Profi-Weltmeister im Schwergewicht Sonny Liston. Sonny Liston, schon damals ein knallharter Schläger, gewann diesen Kampf durch techn. KO in der 1. Runde. Auf der Rückreise nach Europa machte die westeuropäische Auswahl in Irland Station und boxte gegen die Nationalstaffel von Irland. Hermann Schreibauer wurde dabei Punktsieger über Walsh.
1954 wechselte Hermann Schreibauer aus beruflichen Gründen nach Neckarsulm. Er boxte dort in der Vereinsstaffel der SpVgg Neckarsulm und wurde in jenem Jahr auch württembergischer Meister im Schwergewicht. An der deutschen Meisterschaft jenes Jahres nahm er nicht teil.
Bei der deutschen Meisterschaft 1955 bezwang Hermann Schreibauer im Halbfinale den Hamburger Albert Westphal, unterlag aber im Finale Horst Witterstein und wurde damit deutscher Vizemeister. 1956 kehrte Hermann Schreibauer nach München zurück. Er startete nunmehr für den SV 1880 München. Er konnte sich in diesem Jahr nicht für die Teilnahme an der deutschen Meisterschaft qualifizieren, weil er im Finale der bayerischen Meisterschaft gegen den aus Polen stammenden Neu-Münchner Josef Pietron nach Punkten unterlag.
Hermann Schreibauer bestritt noch folgende Länderkämpfe:
- 31. Oktober 1952 in Dublin, Irland gegen BRD, Punktniederlage gegen Lyttle,
- 24. April 1955 in St. Nazaire, Frankreich gegen BRD, unentschieden gegen Magnetto

1957 beendete Hermann Schreibauer, der nie zu den Berufsboxern übertrat, seine Boxerlaufbahn.